# Nelima adelheidiana
Nelima adelheidiana is een hooiwagen uit de familie Sclerosomatidae.